# Karyna Kazlouskaya
Karyna Kazlouskaya (18 juli 2000) is een Wit-Russische boogschutster.

## Carrière
Kazlouskaya nam in 2019 deel aan het wereldkampioenschap in ’s-Hertogenbosch. Ze won in de eerste ronde van de Noorse Katrine Hillestad met 6-5, in de tweede ronde won ze met 6-2 van de Iranese Niloofar Alipoor pas in de derde ronde verloor ze van de Taiwanese Ya-Ting Tan met 3-7. Verder nam ze ook deel in de gemengde categorie en als deel van Wit-Rusland maar overleefde telkens de eerste ronde niet. Ze nam ook deel aan de Europese Spelen 2019 in eigen land maar ze zilver veroverde in de landencategorie samen met Karyna Dziominskaya en Hanna Marusava. Ook nam ze deel aan de Military World Games in Wuhan waar ze goud wist te veroveren in de landencategorie.
Ze nam deel aan de Olympische Zomerspelen 2020 waar ze in de eerste ronde werd uitgeschakeld door Alejandra Valencia.

## Erelijst

### Europese Spelen
- 2019:  Minsk (team)

### Military World Games
- 2019:  Wuhan (team)